# A Dead Heavy Day
A Dead Heavy Day è il terzo album della band Gothic metal Poisonblack.

## Tracce
1. Introuder – 0:31
2. Diane – 3:57
3. Left Behind – 4:45
4. Bear the Cross – 3:52
5. A Dead Heavy Day – 5:07
6. Me Myself And I – 4:31
7. X – 6:10
8. Human Compost – 5:24
9. The Days Between – 6:20
10. Hatelove – 3:58
11. Low Life – 4:28
12. Only You Can Tear Me Apart – 7:46

## Formazione
- Ville Laihiala - voce, chitarra
- Janne Markus - chitarra
- Marco Sneck - tastiere
- Antti Remes - basso
- Tarmo Kanerva - batteria